# Otho

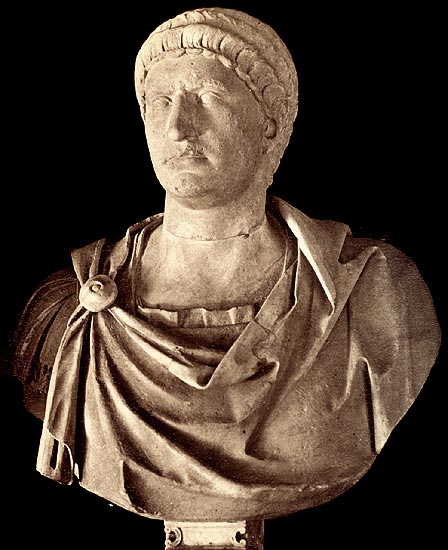
Marcus Salvius Otho

Marcus Salvius Otho (n. 28 aprilie 32 d.Hr., Ferentium⁠(d), Italia, Roma Antică – d. 16 aprilie 69 d.Hr., Brixellum⁠(d), Italia) a fost împărat roman din 15 ianuarie până în 16 aprilie 69; a fost al doilea împărat al   Anului celor patru împărați.

## Biografie
Inițial a fost unul dintre prietenii lui Nero; după ce, soția sa, Sabina Poppaea, a devenit concubina împăratului, este îndepărtat de acesta din Roma și trimis ca guvernator în Lusitania (58-68). În ianuarie 68 se raliază cu Galba, pe care îl însoțește în capitală. Dezamăgit de alegerea de către Galba a lui L. Calpurnius Piso Frugi Licinianius drept caesar și coregent, rang vizat de el însuși, Otho profită de nemulțumirea provocată în rândul pretorienilor de refuzul donativului, instigându-i pe aceștia împotriva împăratului.
După asasinarea împăratului Galba și a lui Piso în for, la 15 ianuarie 69, Otho este proclamat împărat de către garda pretoriană, apoi confirmat de Senat. Este aclamat de legiunile dunărene și de cele din Orient, în schimb Germania, Gallia, Hispania și Britannia îl recunosc pe Aulus Vitellius, guvernatorul Germaniei Inferior, proclamat de trupele de aici încă  de la 1 ianuarie 69. Scurta lui guvernare se înscrie pe linia ideologiei principatului lui Nero. Trupele trimise de Vitellius împotriva sa traversează la începutul primăverii Alpii, pătrunzând în nordul Italiei. La 14 aprilie 69 are loc la Bedriacum, la nord de Pad, bătălia decisivă dintre armatele lui Otho și cele ale lui Vitellius. Înfrânt, Otho se sinucide, două zile mai târziu, în tabăra sa de la Brixellum.